# Obi (entreprise)
Pour les articles homonymes, voir Obi (homonymie).
Obi, stylisé OBI, est une entreprise allemande de la grande distribution spécialisée dans le bricolage et le jardinage. Obi est le plus grand détaillant de bricolage en Europe, et le troisième plus grand dans le monde, derrière Home Depot et Lowe's. Il est basé à Wermelskirchen en Allemagne, et appartient au groupe Tengelmann.

## Histoire
Fondé par Emil Lux, Manfred Maus et Klaus Birker, Obi a ouvert son premier magasin en 1970 à Hambourg en Allemagne.
Après ses études en sciences économiques, Emil Lux entreprend un voyage de formation aux États-Unis en 1954. Il en revient avec l'idée visionnaire d'un magasin dédié au bricolage, pour étendre l'offre de la quincaillerie professionnelle fondée par son père, Lux Tools.
Manfred Maus entre chez Lux Tools en 1958. Il effectue également un tel séjour aux États-Unis - une obligation à cette époque, pour qui voulait profiter des évolutions à venir dans le monde de la distribution en Europe. Dans l'avion, il est assis à côté de Werner Otto. Manfred Maus lui parle des concepts de distribution en surfaces dédiées aux biens de consommation et de franchises, alors inconnues en Allemagne. Werner Otto lui parle de son projet de Shopping-Center généraliste à Hambourg, et lui demande de combien de mètres carrés il a besoin. Il répond : « 800 m2 ». Werner Otto acquiesce. La famille Lux craint d'abord que ce projet ne tourne mal. Mais Manfred Maus les persuade, il croit fermement dans le concept de la franchise pour faire des clients professionnels des partenaires commerciaux, à la tête de chacune des surfaces de bricolage.
Manfred Maus et Emil Lux comparent les concepts américains et français, modèles de l'époque, dans le cadre de la réalisation de leur projet. À l'occasion d'un voyage en France, un Français confirme la vision de Manfred Maus en lui disant que repeindre est son « Obi » (prononciation phonétique du mot anglais Hobby, en français Loisir). Le nom de l'enseigne est trouvé. Manfred Maus se rend chez un avocat pour faire protéger le nom. Cependant, il découvre dans une revue, qu'à Toulon, un détaillant en alimentation, un charcutier et un détaillant en matériaux de construction viennent de s'associer et exploitent une surface de commerce mixte sous l'enseigne « Obi ». Manfred Maus se rend à Toulon, où il acquiert le nom de l'enseigne pour la somme de 3 000 francs (soit 457,35 €). Ses partenaires français lui cèdent l'enseigne, à une exception près - les souvenirs de guerre sont encore récents : le droit par un entrepreneur allemand de créer des magasins sous cette enseigne en France.
En 2017, elle possède 650 points de vente répartis dans treize pays européens (Italie, Allemagne, Suisse, Hongrie, Russie, Autriche, Bosnie-Herzégovine, Tchéquie, Croatie, Pologne, Roumanie, Ukraine et Slovénie).
Obi est présent en Suisse depuis 1999, en partenariat avec la coopérative Migros jusqu'en 2025. Elle possédait précédemment des magasins en Chine mais les a revendus à l'entreprise britannique B&Q (1re grossiste de bricolage en volume en Europe) en 2007. En 2006, les magasins français sont repris par Adeo et passent sous l'enseigne Weldom.
| Pays               | Premier magasin | Nombre de magasins |
| Allemagne          | 1970            | 354                |
| Italie             | 1993            | 56                 |
| Autriche           | 1995            | 82                 |
| Pologne            | 1997            | 46                 |
| République tchèque | 1995            | 33                 |
| Hongrie            | 1994            | 29                 |
| Russie             | 2003            | 25                 |
| Suisse             | 1999            | 11                 |
| Slovénie           | 1998            | 8                  |
| Bosnie-Herzégovine | 2003            | 2                  |
| Croatie            | 2007            | 3                  |
| Ukraine            | 2008            | 3                  |
| Roumanie           | 2008            | 7                  |
| Slovaquie          | 2008            | 11                 |